# Устье Эско (департамент)
Устье Эско (фр. Bouches-de-l'Escaut) — административная единица Первой французской империи, располагавшаяся на землях современной нидерландской провинции Зеландия (за исключением региона Зеландская Фландрия, входившего в департамент Эско). Департамент назван по реке Шельда, которая во Франции носит название «Эско».
Департамент был создан 15 мая 1810 года, после того как Королевство Голландия было аннексировано Францией.
После разгрома Наполеона эти земли вошли в состав Объединённого королевства Нидерландов.